# Vasco Mouzinho de Quebedo
Vasco Mouzinho de Quebedo e Castelbranco (séc. XVI – séc. XVII) foi um poeta português nascido em Setúbal.

## Biografia
Vasco Mouzinho de Quebedo ou Quevedo é descendente da nobre família dos Quebedos, de Setúbal, de uma forma ou outra sempre ligados à corte, às leis e às letras, nasceu provavelmente na década de 1560/70 e faleceu na década de 1620/30, formou-se também em Direito Canónico e Civil pela Universidade de Coimbra (entre 1585 e 1596).
É filho de Francisco Mousinho e neto do clérigo Vasco Anes de Mousinho. Talvez por esta condição de filho natural no seio da família, não se encontre referências do poeta nos registos paroquiais.
A sua primeira obra, o Discurso sobre a vida e morte de Santa Isabel, Rainha de Portugal, e outras varias rimas (Lisboa, Manoel de Lyra, 1596)  é um poema épico à vida e morte da Rainha Santa Isabel e as outras varias rimas são 50 sonetos, seguidos de 51 emblemas, um poema em tercetos, uma écloga incompleta, 28 romances e 38 glosas.
Publicou também o poema épico Afonso Africano (Lisboa, António Álvares, 1611), com base no qual Almeida Garrett afirma de Quevedo: «depois de Camões, o nosso primeiro épico».
Há ainda alguns poemas dispersos e o manuscrito Dialogos de varia doctrina (de que apenas se lhe conhecem referências).
A publicação da sua última obra, o Triunfo del Monarca Filipe Tercero en la feliccisima entrada de Lisboa, (Lisboa, Jorge Rodrigues, 1619), em momento de generalizado repúdio contra a Dinastia Filipina, granjeou-lhe a fama de antipatriota – o que é considerado infundado (ver A questão filipina em Referências e Fontes) e terá provocado o esquecimento a que foi votado.

## Afonso Africano, o poema épico
Nos séculos XVI e XVII vários foram os poetas que escreveram poemas épicos ao gosto, sabor e imitação de Os Lusíadas. Destacamos:
- Sucesso do Segundo Cerco de Diu (1584), de Jerónimo Corte-Real (1530? - 1588),
- Ulisseia ou Lisboa Edificada (1636), de Gabriel Pereira de Castro (1571 - 1632),
- Malaca conquistada (1634), de Francisco de Sá de Meneses (1600 - 1664),
- Ulissipo (1640), de António de Sousa de Macedo  (1606 - 1682).

Também Vasco Mouzinho de Quebedo escreveu o seu poema épico, ao gosto de Os Lusíadas, mas de todos era o mais original.
Afonso Africano: poema heróico da presa de Arzila e Tânger, texto épico, é tido como a obra mais importante de Vasco Mouzinho de Quevedo, foi editado em Lisboa, no ano de 1611, e é considerado como um dos melhores do género depois de Os Lusíadas, na opinião de Manuel Severim de Faria e de Almeida Garrett.
Esta obra assinala uma mudança estilística e ideológica. Embora ainda influenciado por Camões, nomeadamente a nível formal, Vasco Mouzinho de Quevedo abandona as figuras históricas e recorre à alegoria moral e religiosa.
O poema é ideologicamente marcado pela Contra-Reforma e tem como modelo literário o poema Jerusalém Libertada, de Torquato Tasso. 
D. Afonso V é o Varão Forte que inspirado em sonhos por uma donzela, a Fé, conquista, em Arzila, a Cidade da sua própria alma, forçando cinco portas, que são os Cinco Sentidos, mediante a luta entre cavaleiros cristãos e mouros, cujos emblemas representam outras tantas virtudes ou vícios opostos.

## Cronologia da História de Portugal de 1560 até 1640
- 1562 – O Cardeal D. Henrique assume a regência
- 1568 – D. Sebastião assume o governo de Portugal
- 1572 – Condenação de Damião de Góis pela Inquisição. Luís de Camões publica Os Lusíadas.
- 1577 – Batalha de Alcácer Quibir. Morre D. Sebastião.
- 1578/1580 – Reina o Cardeal D. Henrique

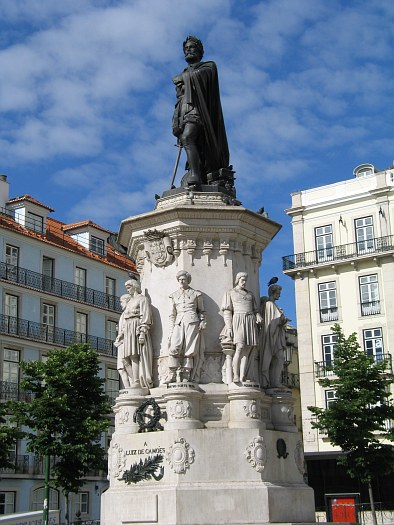
Monumento a Camões em Lisboa, na base entre outros Vasco Mouzinho de Quebedo

- 1581 – Filipe II é rei de Portugal (Cortes de Tomar)
- 1588 – Desastre da Armada Invencível
- 1598 – Morre Filipe II. Sucede-lhe Filipe III
- 1602 – Publicação das Ordenações Filipinas
- 1614 – Fernão Mendes Pinto publica a Peregrinação
- 1618 – Início da Guerra dos Trinta Anos
- 1621 – Morre Filipe III. Sucede-lhe Filipe IV
- 1637 – Alterações em Évora
- 1640 – Restauração da Independência

## Curiosidades
No Monumento a Camões inaugurado em Junho de 1867 em Lisboa, da autoria do escultor Victor Bastos, destaca-se a figura do poeta com quatro metros esculpida em bronze, que assenta sobre um pedestal oitavado, rodeado por oito estátuas com 2,40 metros de altura. Representam vultos notáveis da cultura e das letras dos Séculos XV e XVI: o historiador e cronista Fernão Lopes, o cosmógrafo Pedro Nunes, o cronista Gomes Eanes de Azurara, os historiadores João de Barros e Fernão Lopes de Castanheda e os poetas Vasco Mouzinho de Quevedo, Jerónimo Corte-Real e Francisco de Sá de Meneses.

Desde 1993 que existe, em Setúbal, a Comissão Quebedo, com o objectivo de publicar as obras completas e de incentivar a produção de estudos sobre Vasco Mouzinho de Quebedo.